# M83 (バンド)

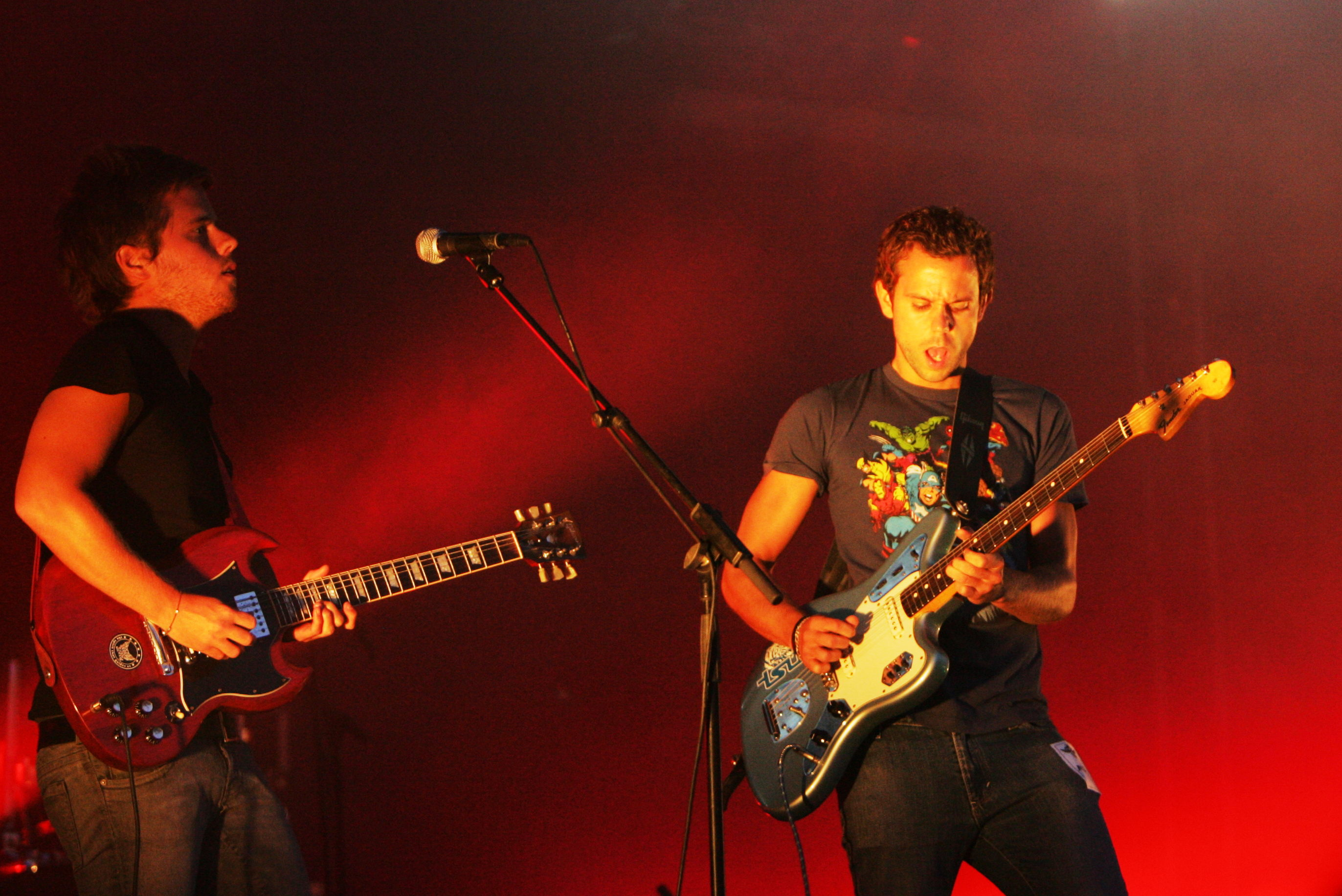
M83のマウリーニとゴンザレス（2008年）

M83（エム・エイティースリー）は、フランスのミュージシャン、アンソニー・ゴンザレスによるソロ・プロジェクトである。プロジェクト名は、渦巻銀河のひとつであるM83に由来する。2001年にフランスのアンティーブで、アンソニーとニコラ・フロマージュによって結成された。楽曲にはリバーブやささやくようなボーカル、ノイズ等が多用されており、ジャンルとしてはシューゲイザーやエレクトロニカ等に分類される。

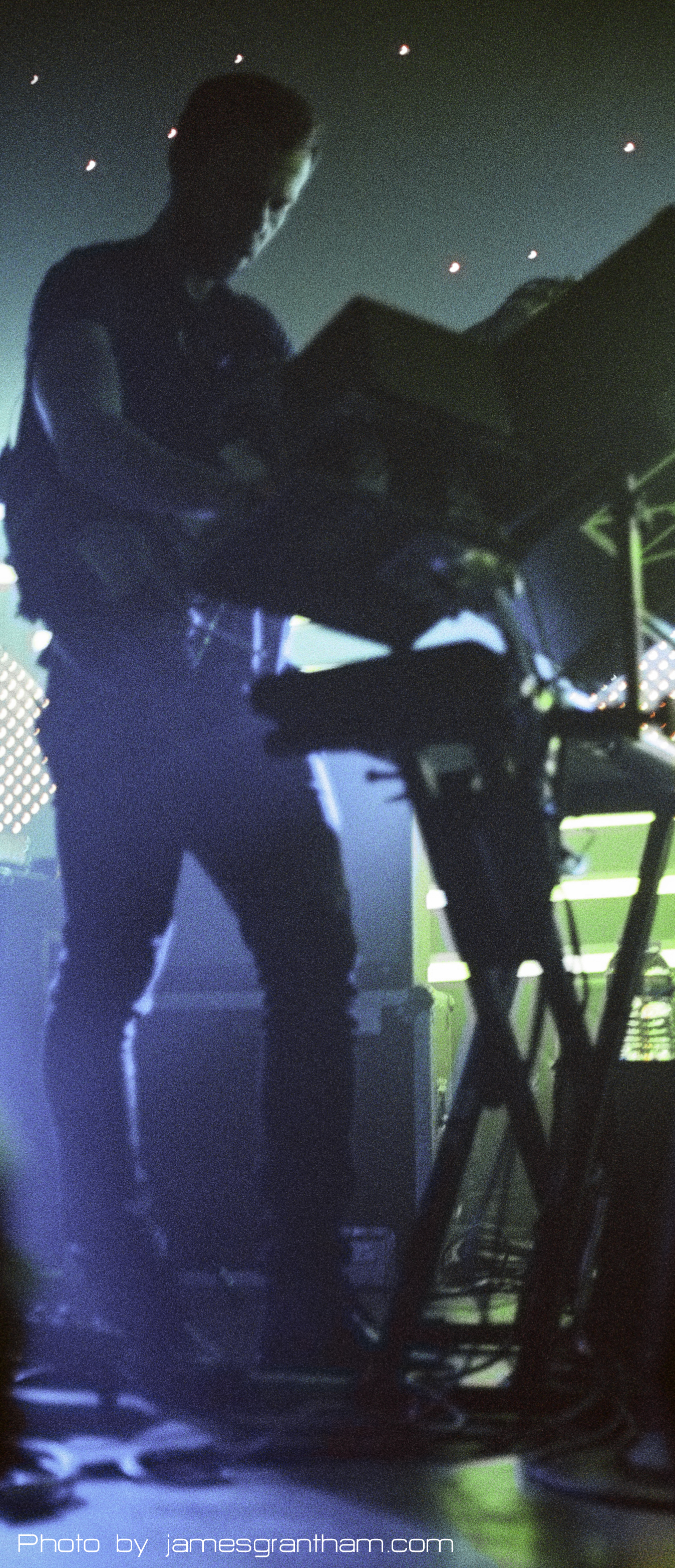
M83

## 歴史
2001年の春に、自らのバンド名を冠したアルバム『M83』をリリース。当初はヨーロッパのみで発売されたが、2005年にミュート・レコードから再発され、ヨーロッパ以外にも広く発売された。ファースト・アルバム発売後、ほぼ2年に1枚のペースでアルバムをリリースしている。
2008年12月には、キングス・オブ・レオンのサポートとして全英ツアーに参加。2009年にはザ・キラーズのサポートとして全米ツアーも行ったほか、デペッシュ・モードのイタリア、ドイツ、フランスのツアーにも参加した。同年7月には、日本のフジロックフェスティバルに参加し、初来日を果たした。
2010年の春、フランス映画『L'Autre Monde (Black Heaven)』のサウンドトラックに2曲の新曲と、既発の5曲を提供。
6枚目のアルバム『ハリー・アップ・ウィ・アー・ドリーミング』は、ピッチフォークが選出する2011年度の年間ベストアルバム50で3位。シングル部門では「Midnight City」が年間1位に選ばれた。
2013年には映画『オブリビオン』のサウンドトラックを手掛けている。

## ギャラリー

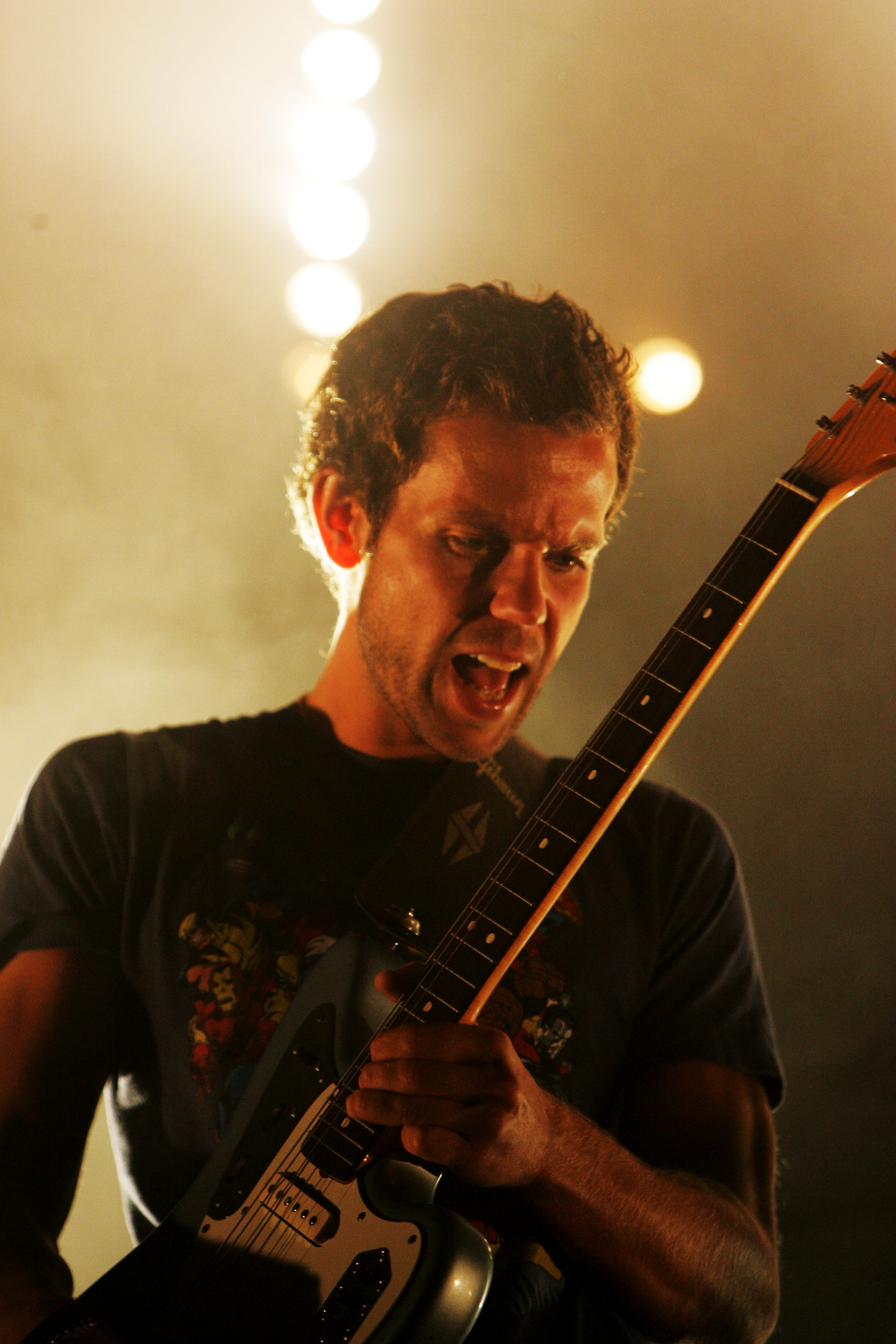
アンソニー・ゴンザレス
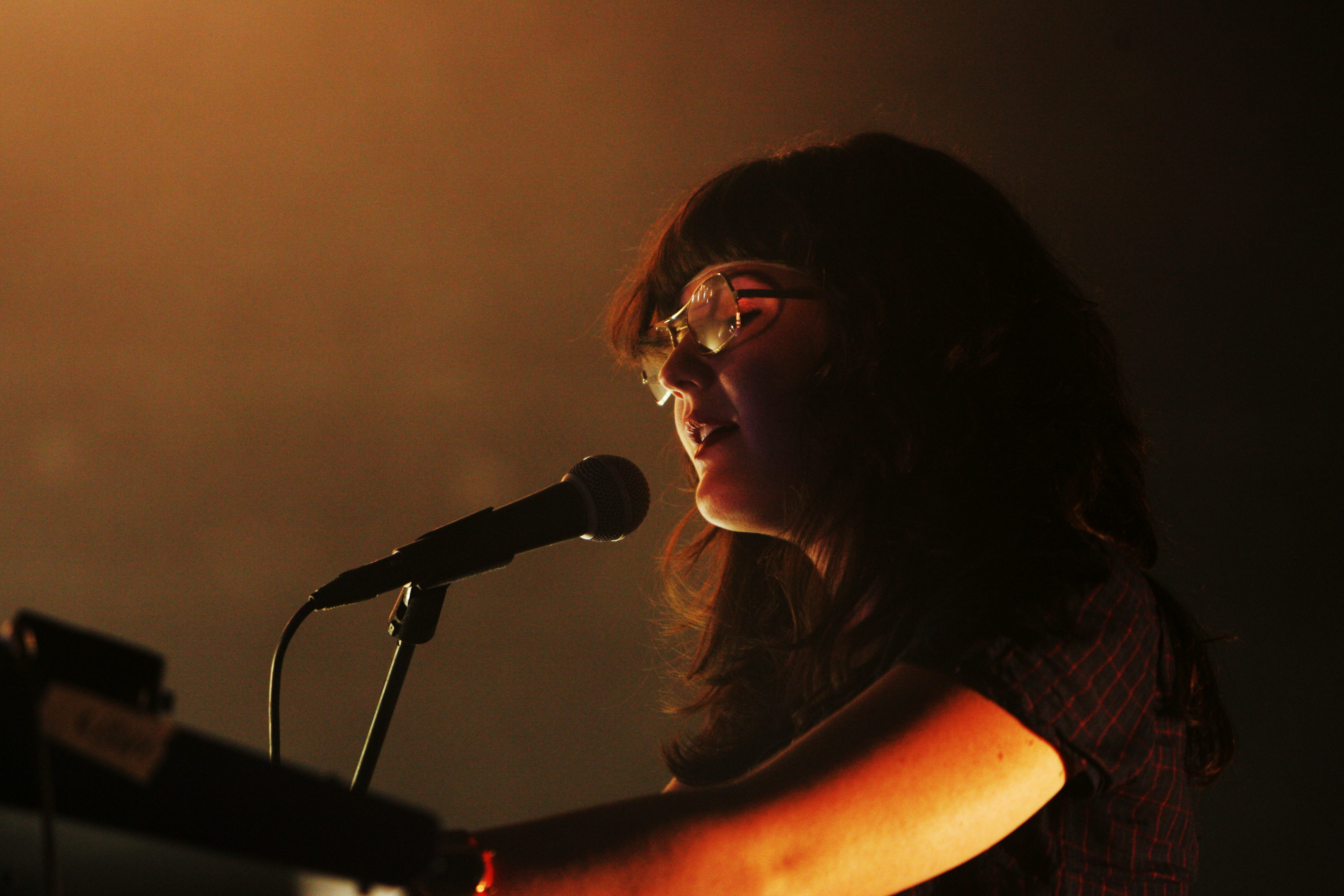
モーガン・キビー
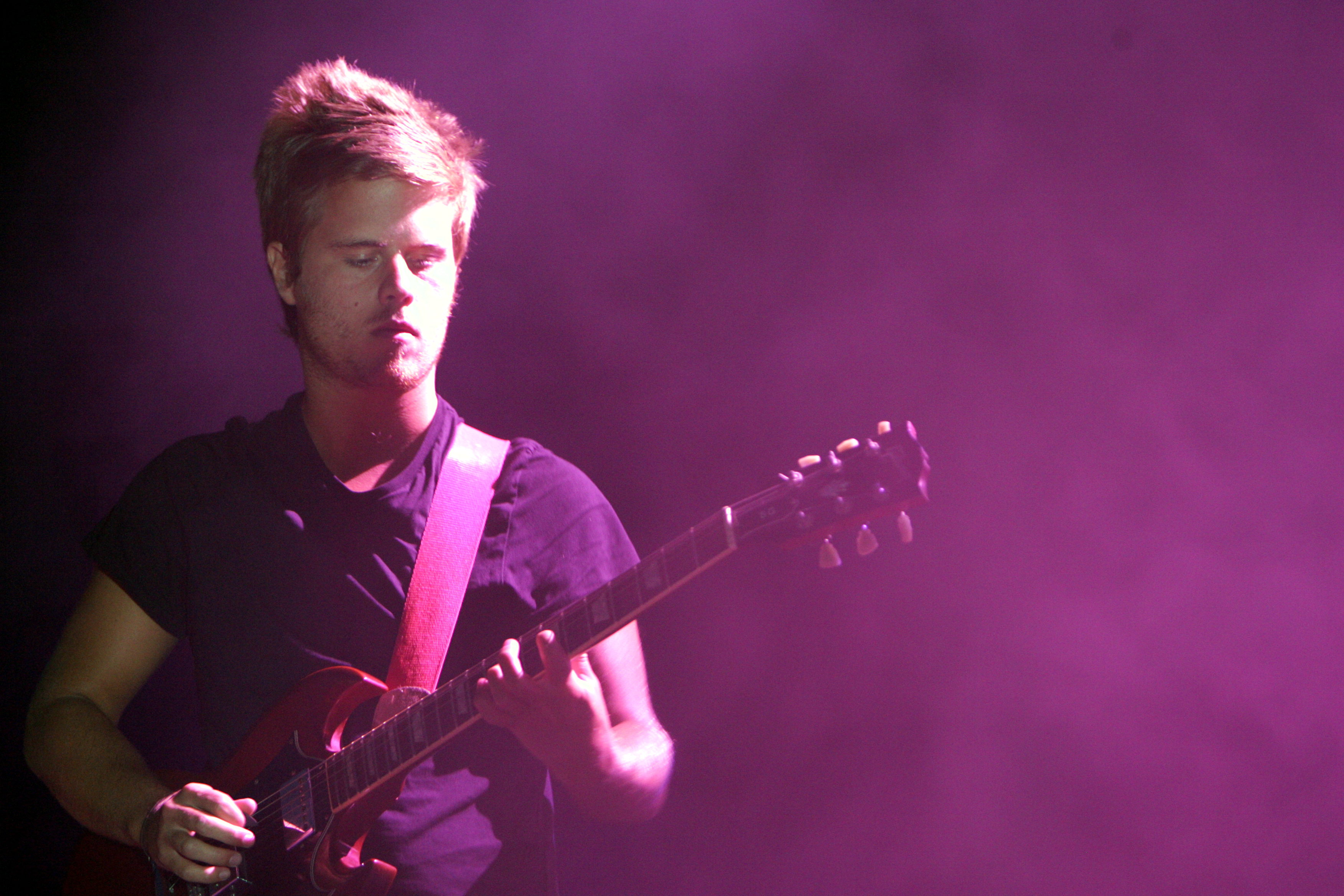
ピエール＝マリー・マウリーニ

## ディスコグラフィ

### スタジオ・アルバム
- M83 (2001年)
- Dead Cities, Red Seas & Lost Ghosts (2003年)
- 『ビフォアー・ザ・ドーン・ヒールズ・アス』 - Before the Dawn Heals Us (2005年)
- Digital Shades Vol. 1 (2007年)
- 『サタデーズ＝ユース』 - Saturdays = Youth (2008年)
- 『ハリー・アップ・ウィ・アー・ドリーミング』 - Hurry Up, We're Dreaming (2011年)
- 『ジャンク』 - Junk (2016年)
- DSVII (2019年)
- Fantasy (2023年)

### サウンドトラック・アルバム
- 『オリジナル・サウンドトラック オブリビオン』 - Oblivion Original Motion Picture Soundtrack (2013年) ※映画『オブリビオン』サントラ
- You and the Night (2013年)
- Knife+Heart (2019年)

### シングル
- "Slowly" / "Sitting" (2002年)
- "Run into Flowers" (2003年)
- "0078h" (2003年)
- "America" (2004年)
- "A Guitar and a Heart" / "Safe" (2004年)
- "Don't Save Us from the Flames" (2005年)
- "Teen Angst" (2005年)
- "Couleurs" (2008年)
- "Graveyard Girl" (2008年)
- "Kim & Jessie" (2008年)
- "We Own the Sky" (2008年)
- "Black Hole" (2010年)
- "Midnight City" (2011年)
- "Reunion" (2012年)
- "Mirror" (2012年)
- "OK Pal" (2012年)
- "Steve McQueen" (2012年)
- "Wait" (2012年)
- "Oblivion" (2013年) ※featuring Susanne Sundfør
- "Do It, Try It" (2016年)
- "Solitude" (2016年)
- "Go!" (2016年) ※featuring Mai Lan
- "Temple of Sorrow" (2019年)
- "Lune de fiel" (2019年)
- "Oceans Niagara" (2023年)
- "Mirror" (2023年)

### リミックス
- スティーブ&ロブ : "Wallis & Futuna" (2000年)
- キッズ・インデストラクティブル : "Trans-Pennine Express" (2003年)
- ゴールドフラップ : "Black Cherry" (2004年)
- アブストラックト・キール・アグラム : "Jason Lytle" (2004年)
- プラシーボ : "Protège Moi" (2004年)
- バンブルビーズ : "Vila Attack" (2004年)
- ブロック・パーティ : "The Pioneers" (2005年)
- テレックス : "How Do You Dance" (2006年)
- デペッシュ・モード : "Suffer Well" (2006年)
- フォーチュン : "Mission" (2007年)
- ミッドナイト・ジャガーナッツ : "Shadows" (2008年)
- マップス : "To the Sky" (2008年)
- ヴァン・シー : "Kelly" (2008年)
- ホワイト・ライズ : "Nothing to Give" (2009年)
- デフトーンズ : "Rocket Skates" (2010年)
- ダフト・パンク : "Fall" (2011年)